# Meridiano 40 oeste
El Meridiano 40 oeste de Greenwich es una línea de longitud que se extiende desde el Polo Norte cruzando el Océano Ártico, Groenlandia, el Océano Atlántico, Suramérica, el Océano Antártico y la Antártida hasta llegar al polo sur.
El meridiano 40 oeste forma un gran círculo con el Meridiano 140 este.

## De polo a polo
Del polo norte al polo sur, este meridiano atraviesa:
| Coordenadas                       | País, territorio o mar | Notas |
| --------------------------------- | ---------------------- | --- |
| 90°0′N 40°0′O / 90.000, -40.000   | Océano Ártico          | |
| 83°39′N 40°0′O / 83.650, -40.000  | Mar de Lincoln         | |
| 83°18′N 40°0′O / 83.300, -40.000  | Groenlandia            | |
| 65°1′N 40°0′O / 65.017, -40.000   | Océano Atlántico       | |
| 2°50′S 40°0′O / -2.833, -40.000   | Brasil                 | Ceará Pernambuco — from 7°22′S 40°0′O / -7.367, -40.000 Bahia — from 9°3′S 40°0′O / -9.050, -40.000 Minas Gerais — from 15°59′S 40°0′O / -15.983, -40.000 Bahia — from 16°21′S 40°0′O / -16.350, -40.000 Espírito Santo — from 18°7′S 40°0′O / -18.117, -40.000 |
| 19°46′S 40°0′O / -19.767, -40.000 | Océano Atlántico       | |
| 60°0′S 40°0′O / -60.000, -40.000  | Océano Antártico       | |
| 77°35′S 40°0′O / -77.583, -40.000 | Antártida              | reclamado tanto por Argentina (Antártida Argentina) como por Reino Unido |